# Răng người
Ở người, răng được chia ra thành:

Răng

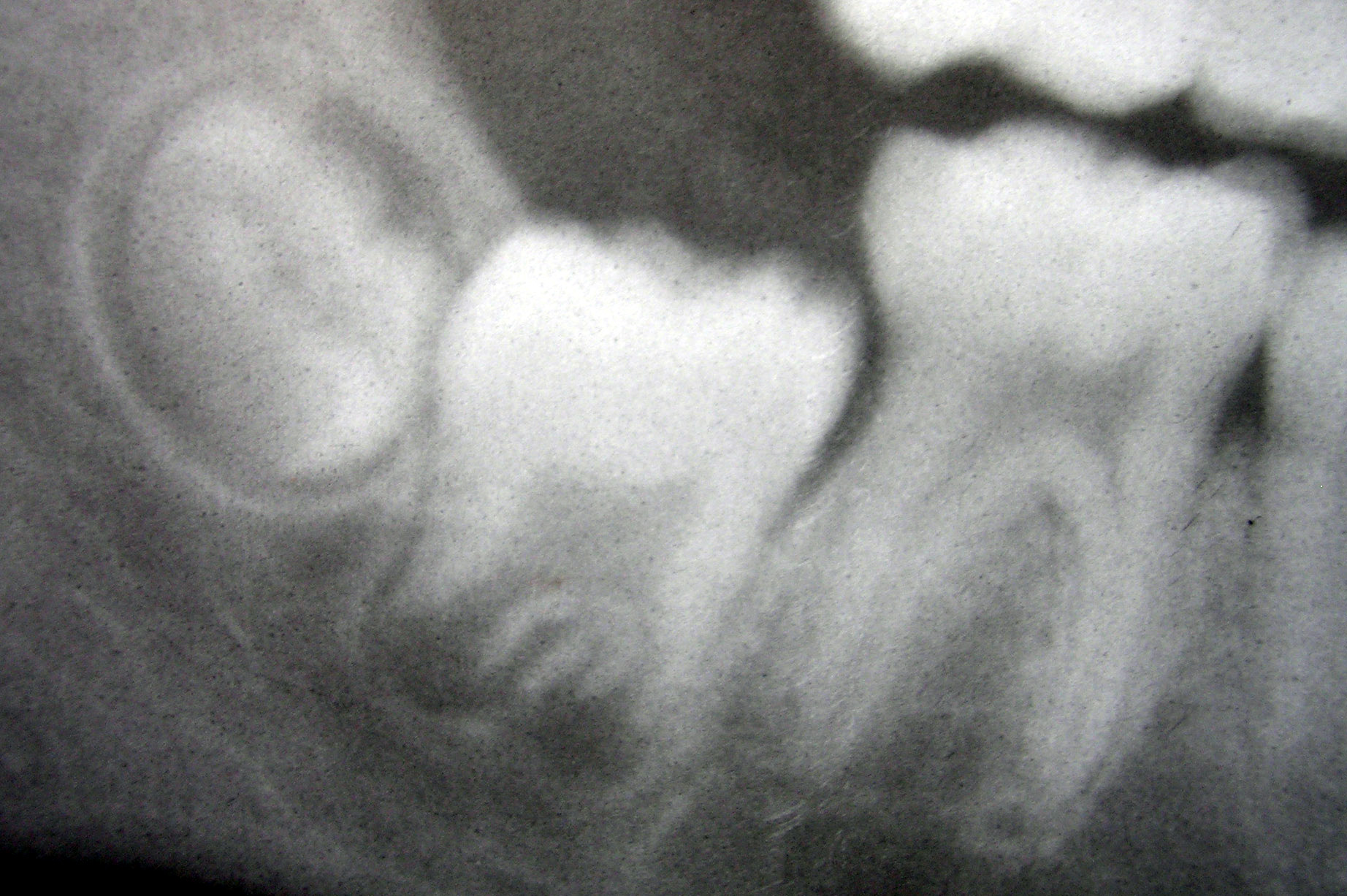
Ảnh chụp răng bằng X quang

- Răng sữa: răng tạm thời, mọc trong khoảng từ 6 đến 30 tháng tuổi. Răng sữa có 20 cái và sẽ được thay dần bằng răng vĩnh viễn.
- Răng vĩnh viễn: loại răng thay răng sữa và tồn tại đến già. Số lượng răng vĩnh viễn là 32, mọc từ khoảng 6 tới 22 hoặc 25 tuổi.
- Răng khôn: loại răng cối lớn mọc vào tuổi thành niên, từ 18 đến 25. Nhưng cũng có khi răng khôn mọc chậm hơn hoặc không mọc. Đôi khi răng khôn mọc lệch có thể làm hỏng răng hàng đứng trước nó nên phải nhổ.

## Giải phẫu học răng người

### Cấu trúc chính
Răng có cấu trúc như xương cứng được cắm chặt vào các hốc răng của hàm. Hai hàm răng lần lượt xuất hiện trong cả cuộc đời. Mỗi răng gồm hai phần: thân răng, đó là phần có thể nhìn thấy bên trong miệng và chân răng là phần được cắm bên trong xương hàm. Chân răng thường dài hơn thân răng. Răng cửa chỉ có một chân, trong khi các răng mọc xa về phía sau có hai hoặc ba chân.
Nguyên tố cấu trúc quan trọng nhất của răng gồm mô đã vôi hóa được gọi là ngà răng. Ngà răng là một chất liệu giống như xương cũng có chứa các tế bào sống. Nó là một mô nhạy cảm và gây ra cảm giác đau khi bị kích thích bằng nhiệt hoặc bằng hóa chất. Ngà của thân răng được men răng bảo vệ bao bọc, lớp men này là một mô tế bào rất cứng và không có cảm giác. Chân răng được bao bọc bằng một lớp xương răng, một chất tương tự với ngà răng giúp giữ răng trong hốc răng.
Giữa răng có hình dạng một hốc rỗng chứa đầy mô liên kết nhạy cảm được gọi là tủy răng. Tủy này kéo dài từ bên trong thân răng thẳng xuống đến cuối chân răng. Chân răng có lỗ mở ở phần sâu nhất trong xương hàm. Qua lỗ mở này, các mạch máu và dây thần kinh nhỏ bé chạy vào hốc tủy răng.

### Sự nâng đỡ răng người
Mỗi răng đều có chân được dính chặt vào xương hàm; phần hàm nâng đỡ răng được gọi là mỏm ổ răng. Tuy nhiên phương thức gắn vào phức tạp và các răng được dính chặt vào hàm nhờ các sợi được gọi là dây chằng nha chu. Ở đây gồm một loạt sợi collagen cứng, chạy từ xương răng bao bọc chân răng đến sát bên xương ổ răng. Các sợi này nằm rải rác với các mô liên kết, trong mô kiên kết cũng có chứa các mạch máu và sợi thần kinh.
Cách thức gắn răng đưa đến một mức độ chuyển động tự nhiên rất nhỏ. Điều này có tác dụng như một loại giảm xóc có thể bảo vệ răng và xương khỏi bị tổn hại khi cắn.
Khu vực quan trọng chủ yếu trong hệ thống này là ở cổ răng, nơi tiếp giáp giữa thân răng và chân răng. Ở vùng này nướu răng thắt chặt vào răng có tác dụng bảo vệ các mô nâng đỡ nằm dưới khỏi bị nhiễm trùng và các ảnh hưởng có hại khác.

## Sự phát triển của răng người
Dấu hiệu đầu tiên về sự phát triển của răng xuất hiện khi bào thai chỉ 6 tuần tuổi. Ở giai đoạn này các tế bào biểu mô của miệng nguyên thủy tăng lên về số lượng và hình thành một băng dầy có hình dáng của hàm răng. Tại một chuỗi các điểm tương ứng với răng riêng rẽ, băng này tạo ra các điểm mọc vào trong như chồi trong mô mà biểu mô bao phủ. Sau đó, các chồi này trở thành hình chuông và dần dần mọc lên để tạo nên hình dáng nối liền sau cùng giữa men răng và ngà răng. Một số tế bào nào đó sau đó tiếp tục hình thành ngà răng, trong khi đó các tế bào khác tạo nên men răng.
Các rìa chuông tiếp tục phát triển sâu hơn và cuối cùng các chân răng trọn vẹn hình thành, nhưng quá trình này không hoàn toàn cho đến khoảng 1 năm sau khi các răng sữa đã xuất hiện. Lúc mới sinh, dấu hiệu duy nhất của khớp cắn được cung cấp bằng "các đệm nướu", chúng là các băng làm dày của mô nướu. Khoảng 6 tháng tuổi, răng cửa dưới bắt đầu nhú qua nướu, quá trình này gọi là sự mọc răng. Tuổi mọc răng có thể thay đổi: có một số ít trẻ có răng lúc mới sinh trong khi đó có những trẻ đến một tuổi mới có răng. Sau khi các răng cửa dưới xuất hiện, các răng cửa trên bắt đầu mọc và tiếp theo là các răng nanh và răng hàm, tuy vậy sự liên tục chính xác có thể thay đổi.
Khoảng 2,5 - 3 tuổi, đứa trẻ thường có một bộ đầy đủ 20 chiếc răng sữa. Chúng sẽ được đặt cách nhau một cách lý tưởng để cung cấp chỗ cho các răng vĩnh viễn lớn hơn. Đến 6 tuổi, các răng cửa sữa trên và dưới trở nên lung lay và được thay thế bằng các răng vĩnh viễn. Các răng hàm vĩnh viễn phát triển không đúng vị trí của răng hàm sữa mà ở phía sau chúng. Các răng hàm vĩnh viễn thứ nhất xuất hiện lúc 6 tuổi, răng hàm thứ hai lúc 12 tuổi và răng hàm thứ ba (răng khôn) khoảng 18 tuổi. Tuy nhiên, có sự thay đổi đáng kể về thời gian xuất hiện của tất cả các răng. Khoảng 25% số người không bao giờ phát triển một răng khôn; lý do của vấn đề này có thể là do tiến hóa: khi hàm trở nên nhỏ đi thì số răng sẽ giảm đi. Một số răng khôn có thể không bao giờ mọc qua nướu và nếu chúng bị lèn chặt (bị nêm sát vào nhau dưới nướu) chúng có thể cần được nhổ bỏ; điều này xảy ra trong 50% số người.